# アライズ
アライズ (Arise)は、スウェーデン・アリングスオース出身のデスラッシュバンド。バンド名は、セパルトゥラの同名のアルバム（4thアルバム）より採られた。

## 略歴
1996年に、パトリック・スコグロウ (B)とダニエル・ブグノ (Ds)の2名で結成。結成から程なくして、エリック・リュングヴィスト (G)、L＝G・ヨナソン (G)、ユルゲン・スヨランダー (Vo)が順々に加入し、バンドの体制が整う。しかし、ユルゲン・スヨランダーが短期間で脱退し、ビヨーン・アンドヴィク (Vo)に交代。更にビヨーンも短期間で脱退したため、エリック・リュングヴィストがボーカルを兼任し、4人組で活動を継続する。この時期までは、ベイエリア・スラッシュメタルのカヴァー曲を演奏するバンドだったが、メンバーが4人に固まるとオリジナル曲を書くようになる。これ以降、10年弱メンバーチェンジに見舞われることもなく、安定したメンバーで活動を続けていくことになる。1998年頃から活動を活発化し、1stデモ『Arise』、1999年に入って、2ndデモ『Statues』、3rdデモ『Resurrection』、2000年に4thデモ『Hell's Retribution』、5thデモ『Abducted Intelligence』をリリースしている。特に、5thデモ『Abducted Intelligence』では、キング・ダイアモンドのアンディ・ラロックがプロデューサーを務めた。この5thデモがきっかけで、隣国フィンランドのスパインファーム・レコードと契約に至る。
契約後、2001年に1stアルバム『The Godly Work of Art』をリリースしデビューを飾る。2003年には、ヴェイダーらとの長期ツアーも経験している。同年に2ndアルバム『Kings of a Cloned Generation』をリリース。2005年に3rdアルバム『The Beautiful New World』をリリース。同アルバムは、日本でもウッド・ベルから日本盤がリリースされ、日本デビュー盤となった。ここまで、2年おきにアルバムをリリースするなど、順調に活動を続けてきたが、同年12月にフロントマンのエリック・リュングヴィストと結成メンバーの一人、パトリック・スコグロウが脱退。2006年に、後任としてパトリック・ヨハンソン (Vo)とスターンベリ (G)、カイ・L (B)が加入。この体制で活動を続けるが、スパインファーム・レコードとの契約が切れ、リゲイン・レコードに移籍。前アルバムのリリースから5年が経過した2010年に4thアルバム『The Reckoning』をリリースした。
その後、L＝G・ヨナソンが脱退。2012年にはベーシストのカイ・Lの脱退も決定した。同年5月にケネス・ニールブラッド (G)がL＝G・ヨナソンの後任として加入した。ベーシストは、現在のところ空席となっている。

## メンバー

### 現在のメンバー
- パトリック・ヨハンソン (Patrik "Patsy" Johansson) - ボーカル (2006-)
- ケネス・ニールブラッド (Kenneth Nihlblad) - ギター (2012-)
- スターンベリ (Sternberg) - ギター (2006-)
- ダニエル・ブグノ (Daniel Bugno) - ドラムス (1996-)

### 旧メンバー
- ユルゲン・スヨランダー (Jörgen Sjölander) - ボーカル (1996)
- ビヨーン・アンドヴィク (Björn Andvik) - ボーカル (1996)
- エリック・リュングヴィスト (Erik Ljungkvist) - ボーカル、ギター (1996-2005)

加入当初はギター専任だった。
- L＝G・ヨナソン (L-G Jonasson) - ギター (1996-2012?)
- パトリック・スコグロウ (Patrik Skoglöw) - ベース (1996-2005)
- カイ・L (Kai L) - ベース (2006-2012)

## ディスコグラフィ
- 1998年 Arise (Demo)
- 1999年 Statues (Demo)
- 1999年 Resurrection (Demo)
- 2000年 Hell's Retribution (Demo)
- 2000年 Abducted Intelligence (Demo)
- 2001年 The Godly Work of Art
- 2003年 Kings of a Cloned Generation
- 2005年 The Beautiful New World
- 2010年 The Reckoning